# Le Maître rouge
Le Maître Rouge est une série de bande dessinée parue en 2006 et comportant deux tomes  publiés simultanément chez Les Humanoïdes Associés.

## Auteurs
- Scénario : Francesco Artibani
- Dessins : Ivo Milazzo

## Synopsis
Polar historique qui se déroule à Rome au XVIIe siècle.
Le Maître Rouge est Giovan Battista Mori, un bourreau qui décapite les assassins, il officie dans l’Italie du XVIIe siècle. Alors qu’il a des doutes sur la culpabilité de la personne qu'il doit exécuter, il va mener son enquête.
La fille du commandant de la garnison du château, Jérôme Alybert, est enlevée par un brigand et une énorme rançon est réclamée. Alybert est tué dans un guet-apens d’un coup de pistolet. Le jeune Pietro Proietti revendique d'être l’assassin, mais ce jeune homme "de bonne famille" est certes membre de la secte secrète des Carbonari, son comportement est trop curieux et Mori se demande s'il ne va pas devoir exécuter un innocent...

## Albums
Parution chez Les Humanoïdes Associés dans la coll. « Dédales »
- L'Ange du château (2006)
- La Compagnie de la mort charitable (2006)